# Zdenka Landová-Mašková
Zdenka Landová–Mašková, křtěná Zdenka Viktorie Marie (9. září 1895 Smíchov – 5. ledna 1977 Praha) byla česká malířka a ilustrátorka.

## Životopis
Narodila se v rodině akademického malíře Karla Maška z Točné a Viktorie Maškové-Černé z Předměřic. Měla dva starší sourozence: sestru Jiřinu Mayerovou/Černohorskou (1891) a bratra Jaroslava (1893). Její manžel byl akademický malíř Antonín Landa (2. 5. 1899). Měli spolu dceru Zdenku.
Jejím prvním učitelem kreslení byl její otec. Po nějaké době studia hudby přešla na Umělecko-průmyslovou školu v Praze, kde ji učila Emilie Krostová. Po dvou letech odešla ze školy a ilustrovala časopisy Smích republiky, Švanda dudák, Kvítko, Pestrý týden. Tvořila hlavně podobizny, plakáty a exlibris.
V Praze XV Braník bydlela na adrese Krčská 447.

## Dílo

### Výstavy[5]
- Souborná výstava Zdenky Maškové, Krasoumná jednota . Praha: Dům umělců , 1922
- Zdeňka Mašková: Výstava humorných kreseb a karikatur. Praha: Topičův salon, 31. 12. 1927–19. 1. 1928
- Tanec v československém umění výtvarném a ve fotografii. Praha: Mánes, 10. 1. 1936–2. 2. 1936
- Národ svým výtvarným umělcům. Praha: 12. 11. 1939–15. 12. 1939
- Studie a ilustrace Zdenky Landové: ve výstavní síni Staroměstské radnice v Praze od 5. VIII. 1960–4. IX. 1960.

### Obrazy
1. Bohatýr: tužka, akvarel, papír, 43,5 cm × 29 cm, sign. PD Landová, rám
2. Ex libris Z. Mašková: grafický design, figurální, papír, zinkografie, šířka 11,5 cm, celková výška/délka 14,5 cm, 1928

### Katalogy[5]
- 1927 Výstava humor kreseb a karikatur Zdenky Maškové, akademické malířky
- 1936 Tanec v čsl. umění výtvarném a ve fotografii
- 1940 Národ svým výtvarným umělcům
- 2006 V okovech smíchu: Karikatura a české umění 1900–1950

### Ilustrace
- Co si vyrobíme ze dřeva – Jaroslav Hanzlíček; obrázky nakreslili Zdenka Landová a Jaroslav Hanzlíček: Praha: Státní nakladatelství dětské knihy, 1952
- Praktická cvičení ve školní dílně v 6. až 8. postupném ročníku – zpracovali Jaroslav Hanzlíček; ilustrace Jaromír Černohorský a Zdeňka Landová. Praha: Státní pedagogické nakladatelství, 1957
- Selský mor – Nina Bonhardová, ilustrace. Praha: Naše vojsko, 1957